# Франческа Анніс
Франческа Анніс (англ. Francesca Annis; нар. 14 травня 1945, Лондон) — британська акторка театру, кіно та телебачення.

## Життєпис
Народилася 14 травня 1945 року у Кенсінгтоні, Лондон, в родині англійця Лестера Вільяма Ентоні Анніса (1914—2001) та напівбразильянки-напівфранцуженки Марікіти Парселл (1913—2009), де окрім неї були ще двоє синів — Квентін та Тоні. 1946 року родина переїхала до Бразилії, де її батьки управляли нічним клубом на Копакабана у Ріо-де-Жанейро, і де її матір також виступала як співачка. Через шість років вони повернулися до Англії, де Франческа отримала середню освіту, а також вивчала балет у Corona Stage Academy. В кіно дебютувала в підлітковому віці у невеликій ролі в фільмі «Котяча банда». 1963 року зіграла роль служниці в «Клеопатрі» Джозефа Манкевича з Елізабет Тейлор у головній ролі. Наступного року зіграла у фільмах «Нові пригоди Фліппера» та «Найогидніше вбивство» з Маргарет Рутерфорд. 1967 року виконала роль Естелли у мінісеріалі «Великі сподівання» за однойменним романом Діккенса. Справжній успіх принесла роль леді Макбет у фільмі «Макбет» Романа Полянського. 1977 року акторка номінувалася на Премію Лоуренса Олів'є за роль Крессіди у театральній постановці «Троїл і Крессіда» Шекспіра.
1979 року отримала премію BAFTA за роль Лілі Ленгтрі в біографічному мінісеріалі «Лілі» (1978), а також п'ять разів номінувалася на цю премію у цій же категорії: 1974 року за роль у мінісеріалі «Пін на перегляд шоу», 1976 року за роль Емми Боварі в мінісеріалі «Мадам Боварі» за романом Флобера, у 1998 та 1999 роках за роль Анни Файрлі в мінісеріалі «Безроссудливий», та 2000 року за роль Гіацинти Гібсон у мінісеріалі «Дружини та доньки» за романом Елізабет Гаскелл.

## Особисте життя
У 1976—1990 роках Анніс перебувала у незареєстрованому шлюбі з фотографом Патріком Вайзманом. У пари народилися троє дітей — донька Шарлотта Вайзман і сини Теран Вайзман та Андреас Вайзман.
У 1995—2006 роках акторка перебувала у стосунках з актором та режисером Рейфом Файнзом.

## Вибрана фільмографія
| Рік       |    | Українська назва                         | Оригінальна назва                           | Роль                              |
| --------- | -- | ---------------------------------------- | ------------------------------------------- | --------------------------------- |
| 1959      | ф  | Котяча банда                             | The Cat Gang                                | Сільвія                           |
| 1959      | ф  | Так тримати, вчителю                     | Carry On Teacher                            | школярка (епізод)                 |
| 1962      | с  | Сер Френсіс Дрейк                        | Sir Francis Drake                           | принцеса Маріелла                 |
| 1963      | ф  | Клеопатра                                | Cleopatra                                   | Ірас                              |
| 1964      | ф  | Найогидніше вбивство                     | Murder Most Four                            | Шейла Апворд                      |
| 1964      | ф  | Очі Анні Джонс                           | The Eyes of Annie Jones                     | Анні Джонс                        |
| 1964      | ф  | Нові пригоди Фліппера                    | Flepper's New Adventure                     | Гвен Гоупвілл                     |
| 1964      | с  | Небезпечна людина                        | Danger Man                                  | Шейла / Джуді                     |
| 1965      | с  | Александер Грем Белл                     | Alexander Graham Bell                       | Мейбл Габбард                     |
| 1966      | с  | Святий                                   | The Saint                                   | Марія                             |
| 1967      | с  | Великі сподівання                        | Great Expectations                          | Естелла                           |
| 1971      | ф  | Макбет                                   | Macbeth                                     | Леді Макбет                       |
| 1973      | с  | Пін на перегляд шоу                      | A Pin to See the Peepshow                   | Ддулія Елмонд                     |
| 1975      | с  | Мадам Боварі                             | Madame Bovary                               | Емма Боварі                       |
| 1975      | с  | Едвард Сьомий                            | Edward the Seventh                          | Лілі Ленгтрі                      |
| 1978      | с  | Лілі                                     | Lillie                                      | Лілі Ленгтрі                      |
| 1980      | тф | Чому не Еванс?                           | Why Didn't They Ask Evans?                  | леді Френсіс Дервент (Френкі)     |
| 1983      | тф | Таємний супротивник                      | The Secret Adversary                        | Таппенс (Пруденс Каулі)           |
| 1983      | с  | Партнери по злочину                      | Agatha Christie's Partners in Crime         | Таппенс Бересфорд                 |
| 1984      | ф  | Дюна                                     | Dune                                        | леді Джессіка                     |
| 1985      | с  | Приватний детектив Магнум                | Magnum P.I.                                 | Пенелопа Сен-Клер                 |
| 1986      | ф  | Під вишневим місяцем                     | Under The Cherry Moon                       | місіс Веллінгтон                  |
| 1987      | с  | Я підкорю Мангеттен                      | I'll Take Manhattan                         | Лілі Ембервілл                    |
| 1988      | тф | Онассіс, найбагатша людина у світі       | Onassis, The Richest Man in the World       | Жаклін Кеннеді-Онассіс            |
| 1991      | с  | Парнелл і англійка                       | Parnell and the Englishwoman                | Кетрін О'Шей                      |
| 1996      | с  | Байки зі склепу                          | Tales from the Crypt                        | Шерон Банністер                   |
| 1998      | с  | Безроссудливий                           | Reckless                                    | Анна Файрлі                       |
| 1999      | ф  | Збирач боргів                            | The Debt Collector                          | Валері Драйден                    |
| 1999      | с  | Дружини та доньки                        | Wives and Daughters                         | Гіацинта Гібсон                   |
| 2002      | ф  | Копенгаген                               | Copenhagen                                  | Маргарет Бор, дружина Нільса Бора |
| 2004      | ф  | Розпусник                                | The Libertine                               | Графиня                           |
| 2005      | ф  | Револьвер                                | Revolver                                    | Лілі Вокер                        |
| 2006      | с  | Джейн Ейр                                | Jene Eyre                                   | леді Інгрем                       |
| 2007      | с  | Міс Марпл Агати Крісті: Готель «Бертрам» | Agatha Christie's Marple: A Bertram's Hotel | леді Селіна Хезі                  |
| 2007      | с  | Кренфорд                                 | Cranford                                    | леді Ладлоу                       |
| 2009      | с  | Повернення до Кренфорду                  | Return to Cranford                          | леді Ладлоу                       |
| 2015—2016 | с  | Домашні вогнища                          | Home Fires                                  | Джойс Кемерон                     |
| 2018      | ф  | Король злодіїв                           | King of Thieves                             | Лінн Райдер                       |
| 2024      | ф  | Гамлет                                   | Hamlet                                      | Привид Гамлетового батька         |